# Pteropus allenorum
La volpe volante degli Allen (Pteropus allenorum Helgen & Al., 2009) è un pipistrello appartenente alla famiglia degli Pteropodidi, vissuto sulle Isole Samoa.

## Descrizione

### Dimensioni
Si trattava di un pipistrello di medie dimensioni, con la lunghezza dell'avambraccio di circa 116 mm.

### Aspetto
Di questa specie sono noti soltanto una pelle ed un cranio, depositati presso l'Accademia di Scienze Naturali di Filadelfia, con il numero di registro ANSP 1234, riconosciute come una nuova specie solo nel 2009. Lo stato di conservazione dell'esemplare è pessimo, ma si poteva immaginare che avesse il colore della testa marrone con dei riflessi bruno-rossastri, le spalle dorate, il dorso brunastro, le parti ventrali e le membrane alari di un marrone brillante. La pelliccia era lunga.

## Distribuzione e habitat
L'unico esemplare conosciuto è stato catturato nel 1856 ad Apia, sull'Isola di Upolu, Isole Samoa.

## Tassonomia
In accordo alla suddivisione del genere Pteropus effettuata da Andersen, P. allenorum è stato inserito successivamente nello  P. pselaphon species Group, insieme a P. pselaphon stesso, P. insularis, P. pilosus, P. tuberculatus, P. vetulus, P. nitendiensis, P. tokudae  e P. fundatus. Tale appartenenza si basa sulle caratteristiche di avere un rostro del cranio accorciato, sulla presenza di un ripiano basale nei premolari e di una cuspide aggiuntiva nei canini superiori.
Altre specie simpatriche dello stesso genere: P. tonganus e P. samoensis.

## Conservazione
Non ci sono dati sufficienti per classificare questa specie nelle categorie della IUCN Red List ma è probabile che si tratti di una specie estinta.